# Kaia Wøien Nicolaisen
Kaia Wøien Nicolaisen (Trondheim, 23 de noviembre de 1990) es una deportista noruega que compite en biatlón. Ganó una medalla de bronce en el Campeonato Europeo de Biatlón de 2018, en el relevo mixto.

## Palmarés internacional
| Campeonato Europeo | Campeonato Europeo   | Campeonato Europeo | Campeonato Europeo |
| Año                | Lugar                | Medalla            | Prueba             |
| ------------------ | -------------------- | ------------------ | ------------------ |
| 2018               | Val Ridanna (Italia) | Medalla de bronce  | Relevo mixto       |